# Dragan Čović
Dragan Čović (ur. 20 sierpnia 1956) – członek Prezydium Bośni i Hercegowiny, reprezentujący naród chorwacki.
Został wybrany 5 października 2002 to na 4-letnią kadencję jako członek prezydium. Swoją ośmiomiesięczną rolę przewodniczącego sprawował na przełomie 2003 i 2004 roku.
Przed wyborem do Prezydium Republiki Bośni i Hercegowiny, pełnił funkcję starszego ministra w Federacji Bośni i Hercegowiny, był także wykładowcą na Uniwersytecie w Mostarze.
9 maja 2005 przestał być członkiem Prezydium BiH po tym, jak został odwołany ze stanowiska przez Wysokiego Przedstawiciela pod zarzutami korupcji. Na jego miejsce został wybrany Ivo Miro Jović. Od 17 listopada 2014 roku do 17 listopada 2018 był przedstawicielem Chorwatów w Prezydium BiH.